# طبقات حمر (جيولوجيا)

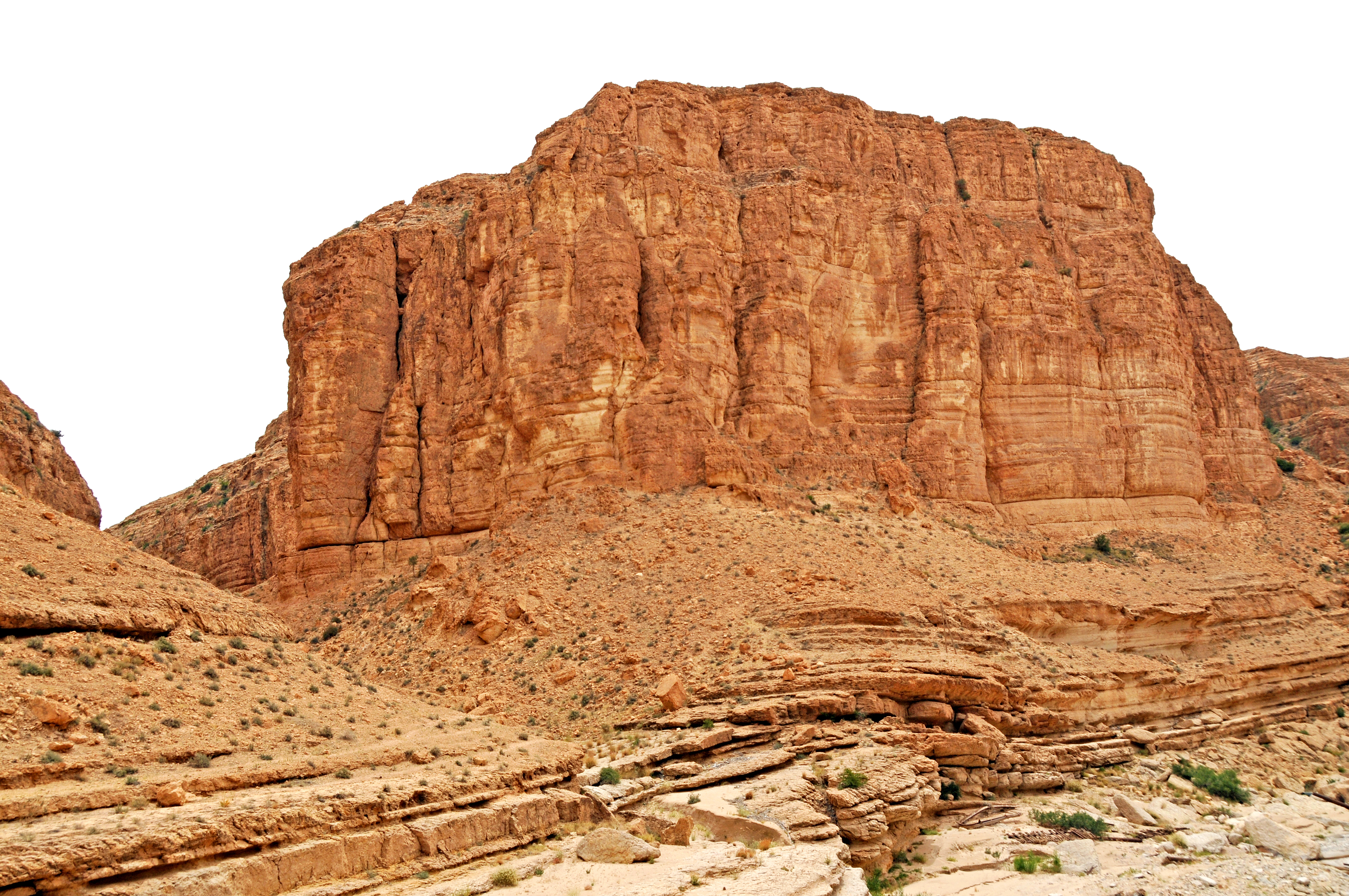
طبقات السرير الأحمر في تونس.

في الجيولوجيا، الطبقات الحمر (بالإنجليزية: Red Bed)‏، هي طبقات رسوبية تتكون أساساً من حجر رملي وحجر غريني وصخر زيتي، والتي هي في الغالب حمراء اللون نتيجة لوجود أكاسيد الحديد بين مكوناتها. وكثيراً ما تحتوي هذه الطبقات الرسوبية ذات اللون الأحمر على طبقات رقيقة من التكتلات أو المارل أو الحجر الجيري أو مزيج من هذه الصخور الرسوبية. وعادةً ما تحدث أكاسيد الحديديك المسؤولة عن اللون الأحمر للأسرة الحمراء كغطاء على حبيبات الرواسب. الأمثلة الكلاسيكية للأسرة الحمراء هي الطبقات البرميّة والترياسيّة الموجودة في غرب الولايات المتحدة وطبائع الحجر الرملي الأحمر القديم في ديفونيان في أوروبا.